# 路易斯·費瑟
路易斯·弗雷德里克·費瑟（英語：Louis Frederick Fieser，1899年4月7日—1977年7月25日）是一名美國有機化學家，1968年成為哈佛大學的名譽教授。他因於1942年在哈佛大學工作時發明了具有軍事效果的凝固汽油彈而知名。他的獲獎研究包括對凝血劑的研究，包括首次合成維生素K，合成和篩選作為抗瘧疾藥物的醌類，對類固醇的研究導致可的松的合成，以及對多環芳香烴性質的研究。

## 生平
費瑟出生於俄亥俄州哥倫布，1920年在威廉姆斯學院獲得化學學士學位，1924年在哈佛大學詹姆斯·布萊恩特·科南特的指導下獲得博士學位。他的博士研究涉及醌氧化中的還原電位的測量。1924年至1925年間，費瑟在牛津大學與小威廉·亨利·普爾金一起工作，在法蘭克福大學與朱利葉斯·馮·布勞恩（Julius von Braun）一起做博士後。1925年至1930年間，他在布林莫爾學院工作，在那裡他遇到他未來的妻子。之後他搬到了哈佛大學。
他與他的研究助理和妻子瑪麗·彼得斯·費瑟共同撰寫了八本書，以及經典系列《有機合成試劑》的前七卷，在化學家中被普遍稱為「費瑟和費瑟」。他也是《有機合成》期刊的編輯和撰稿人。
在哈佛大學，費瑟是一位深受喜愛的教員，他以使用創造性的方法來教育學生而廣為人知，例如演示「如何不進行重結晶」（他讓一燒瓶的木炭溢出，把他的桌子和他自己弄得一團糟）。費瑟甚至製作了一部價值28,000美元的教育影片來補充他的有機化學講座。在影片中，費瑟演示瞭如何通過實驗從膽結石中分離出膽固醇，其中的一個鏡頭是收集來自波士頓地區醫院的超大和罕見的膽結石。值得注意的是，費瑟的學生非常欣賞他的努力，以至於他們在哈佛廣場出售烙有菲瑟面孔的橙色「路易斯」運動衫，其中一件是費瑟本人有一天穿去演講的。
費瑟有兩種以他命名的化學試劑。「費瑟試劑」是乙酸中的三氧化鉻混合物。「費瑟溶液」則是氫氧化鉀、連二亞硫酸鈉和蒽醌β-磺酸鈉的水溶液，用於從氣流中去除氧。伍德沃德計算紫外線吸收最大值的規則也被稱為伍德沃德-菲瑟規則。他是第一個提出冰烷存在的人。
1939年，費瑟參與維生素K結構闡釋的競爭，他在該年年底發表了維生素K的合成。根據最近的一篇《紀念文章》，費瑟是1941年和1942年諾貝爾生理學或醫學獎的競爭者（當時實際上沒有頒發獎項）。然而，1943年的獎項由亨利克·達姆和愛德華·阿德爾伯特·多伊西分享，以表彰他們發現維生素K的化學性質。
在第二次世界大戰期間，費瑟對一項災難性地失敗的軍事實驗負有部分責任。X光計劃是一項計劃，在日本上空投下大量帶有小型燃燒彈的蝙蝠，並附上定時引信，以引發大範圍的火災。蝙蝠在住房和工廠裡築巢後，定時導火索將點燃燃燒彈（凝固汽油彈）並引發大火。在一次試運行中，一些蝙蝠逃脫並點燃了卡爾斯巴德機場的機庫、營房和一位將軍的汽車。「燃燒蝙蝠意外焚燒卡爾斯巴德輔助陸軍機場對X-射線項目來說既是一個高潮，也是一個低潮。」費瑟在他自己關於蝙蝠試驗的敘述中省略了關於火災的敘述。
陶氏化工在第二次世界大戰期間開始生產其凝固汽油彈配方。凝固汽油彈在越戰期間的使用引起了爭議。然而費瑟對其創造毫無歉意。他說：「我沒有權利因為我發明了凝固汽油彈就評判它的道德性。」
1962年，他在美國衛生部長諮詢委員會任職，該委員會於1964年發布了一份關於吸煙與健康之間關係的報告。費瑟是一個連鎖吸煙者，直到1965年他被診斷為肺癌並康復後，他才戒掉這個習慣，並開始積極宣傳委員會的結論。
費瑟是1987年諾貝爾獎得主唐納德·克拉姆的博士導師。

## 備註
1. ↑  Nature volume 496, page 29 (04 April 2013) （页面存档备份，存于） - "In 1942, in a secret lab at Harvard University in Massachusetts, chemist Louis Fieser and his team created napalm — an incendiary gel that sticks to skin and can burn down to the bone."
2. 1 2  Lenoir, D.; Tidwell, T. T. . Eur. J. Org. Chem. 2009, 2009 (4): 481–491. doi:10.1002/ejoc.200800969.  Note: nice anecdote in supplementary info
3. ↑  Fieser, Louis F. . New York: Reinhold Publishing Corporation. 1964: 223–227.
4. ↑  . 1994  [2023-03-19]. ISBN 978-0-309-05037-1. doi:10.17226/4548. （原始内容存档于2021-11-20） （英语）.
5. ↑  Fieser, L. F. . J. Am. Chem. Soc. 1924, 46 (12): 2639–2647. doi:10.1021/ja01677a005.
6. ↑  Fieser, L. F. . J. Chem. Educ. 1965, 42 (8): 408–412. Bibcode:1965JChEd..42..408F. doi:10.1021/ed042p408.
7. ↑  Hargittai, M.; Hargittai, I. . Senechal, M.  (编). . Springer Science & Business Media. 2013: 153–170, 299. ISBN 9780387927145.
8. ↑  Fieser, L. F. . J. Am. Chem. Soc. 1939, 61 (12): 3467–3475. PMID 17776660. doi:10.1021/ja01267a072.
9. ↑  . Nobel Foundation.   [2018-01-15]. （原始内容存档于2018-12-26）.
10. ↑  Couffer, J. . University of Texas Press. 1992: 233. ISBN 9780292707900.
11. ↑  Fieser, L. F. . Reinhold Publishing Corporation. 1964. ISBN 9784420001168.
12. ↑  Time magazine, January 5, 1968

## 外部連結
- The Man Who Invented Napalm，存档于（存檔日期 March 12, 2005） Time magazine January 5, 1968 (Internet archive)
- Brief bio and photo at Michigan State University, accessed February 9, 2006
- Contributions of Organic Chemists to Biochemistry （页面存档备份，存于） Journal of Biological Chemistry online, accessed February 9, 2006
- http://50.56.66.97/content/ii-bats-away%5B%5D, accessed May 6, 2011.